# Aeropuerto de la ciudad-condado de Modesto
El Aeropuerto de la ciudad-condado de Modesto o el Modesto City-County Airport (IATA: MOD, OACI: KMOD, FAA LID: MOD), también conocido como Harry Sham Field, se encuentra localizado a dos millas (3 km) al sureste del  Distrito Central (CBD) de Modesto, una ciudad del condado de condado de Stanislaus, California, EE. UU..

## Aerolínea y destino
- United Express operada por SkyWest Airlines (San Francisco)